# Lanceoppia adjuncta
Lanceoppia adjuncta är en kvalsterart som beskrevs av Sandór Mahunka 1989. Lanceoppia adjuncta ingår i släktet Lanceoppia och familjen Oppiidae. Inga underarter finns listade i Catalogue of Life.